# Amalia de Nassau
La princesse Amalia de Nassau (Amalia Gabriela Maria Teresa, née le 15 juin 2014) est une princesse luxembourgeoise, aînée des enfants du prince Félix et de Claire Lademacher. Petite-fille du Grand-Duc Henri, elle est cinquième dans l'ordre de succession au trône de Luxembourg.

## Naissance et baptême
La princesse Amalia de Nassau est née le 15 juin 2014 à la maternité Grande-Duchesse Charlotte, qui fait partie du Centre hospitalier de Luxembourg. Le palais royal a également annoncé ses noms dans l'annonce de naissance.
Elle a été baptisée le 12 juillet 2014 dans une chapelle de la commune de Saint-Ferréol-de Longues. Sa tante paternelle la princesse Alexandra et son oncle maternel Felix Lademacher ont été nommés parrain et marraine.

## Titulature
- depuis le 15 juin 2014 : Son Altesse Royale la princesse Amalia de Nassau, princesse de Nassau, princesse de Bourbon-Parme